# Bahnhof Klein Warnow
Der Bahnhof Klein Warnow, bis 1938 Wendisch Warnow genannt, liegt im gleichnamigen Ort an der Berlin-Hamburger Eisenbahn. Ihre größte Bedeutung hatte die 1846/47 eröffnete Station in den ersten 20 Betriebsjahren, als sie preußischer Grenzbahnhof zu Mecklenburg war. Seit der Einstellung des Personenverkehrs im Jahr 1993 dient der Bahnhof nur noch betrieblichen Zwecken. Das Empfangsgebäude und eine Reihe weiterer Bauten sind denkmalgeschützt.

## Lage
Der Bahnhof liegt am Streckenkilometer 154,8 der Berlin-Hamburger Bahn im Ort Klein Warnow, der heute zur Gemeinde Karstädt im brandenburgischen Landkreis Prignitz gehört. Wenige hundert Meter nordwestlich des Bahnhofs kreuzt die Bahn den Meynbach, der die historische Grenze zu Mecklenburg und die heutige Grenze zum Land Mecklenburg-Vorpommern bildet. Etwa einen Kilometer entfernt liegt auf mecklenburgischem Gebiet der Ort Hühnerland, sieben Kilometer der nächste größere Ort, die Stadt Grabow. Das Gemeindezentrum Karstädt liegt etwa zehn Kilometer südlich.

## Geschichte
Dass im nur wenige Einwohner zählenden Ort Wendisch Warnow (oft auch Wendisch-Warnow geschrieben) ein Bahnhof entstand, liegt an dessen Lage an der Grenze zu Mecklenburg. Am 15. Oktober 1846 wurde die Berliner-Hamburger-Bahn zunächst zwischen Berlin und Boizenburg (damals Boitzenburg) eröffnet. Bereits einen Monat vorher waren im „Regulativ über die Behandlung des Waaren- und Sach-Transport auf der Berlin-Hamburger Bahn im Bezug auf das Zollwesen“ vom 11. September 1846 die einschlägigen Bestimmungen für die Zollabfertigung der Züge an der Grenze zu Mecklenburg veröffentlicht worden. In Wendisch Warnow wurde ein Neben-Zollamt eröffnet, das dem Haupt-Zollamt an der Chaussee in Warnow (heute Groß Warnow) unterstand. Ein weiteres Haupt-Zollamt für den Bahnverkehr gab es in Wittenberge.
Am 15. Dezember 1846 wurde der durchgehende Personenverkehr bis Hamburg aufgenommen, zum Jahreswechsel folgte der Güterverkehr. Ursprünglich sollte die Station in Wendisch Warnow nur der Abwicklung der Zollformalitäten dienen, wurde aber nach kurzer Zeit, vermutlich bereits 1847, für den öffentlichen Verkehr freigegeben.
Im Personenverkehr wurden die Reisenden im Zug zwischen Wendisch Warnow und Wittenberge kontrolliert, ihr Gepäck musste mit Ausnahme des Handgepäcks vor Erreichen von Wendisch Warnow im Gepäckwagen verstaut werden. Die Kontrollen im Güterverkehr verteilten sich auf die Bahnhöfe in Wendisch Warnow, Wittenberge und Berlin. Wendisch Warnow war vor allem für die Kontrolle und die Versteuerung des nach Preußen eingeführten Viehs zuständig. Im Jahr 1855 gelangten in Wendisch Warnow 16019 Stück Vieh zur Eingangsabfertigung, ein Jahr zuvor waren es nur 5678 Stück Vieh gewesen. Über diese deutliche Steigerung in Wendisch Warnow und dem benachbarten Grenzübergang an der Chaussee heißt es: 

„Sehr bedeutend ist im abgelaufenen Jahre der Verkehr mit Vieh im Hauptamtsbezirk Warnow gewesen; es sind namentlich 56 Ochsen, 6649 gemästete Schweine und 8213 Stück Schaafe mehr als 1854 vom Auslande, vornehmlich nach Berlin bestimmt, eingeführt worden. Es soll sich dort namentlich ein größerer Bedarf an fetten Schweinen aus Mecklenburg fühlbar gemacht haben, weil Zufuhren dieser Viehgattung aus der Moldau und der Walachei fast gänzlich ausblieben.“

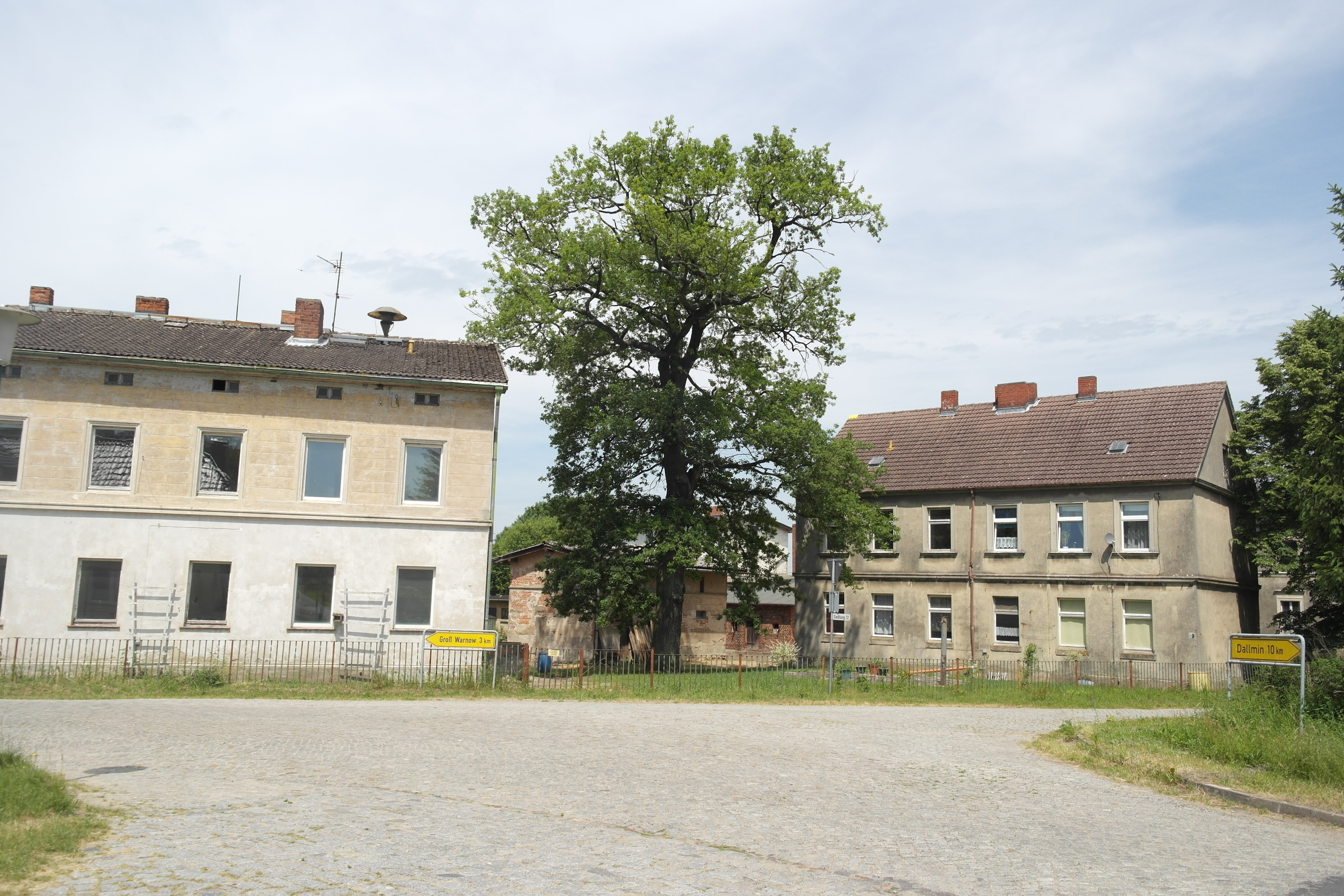
Zwei denkmalgeschützte Beamtenwohnhäuser an der Dorfstraße

Wegen der Grenzabfertigungsformalitäten hielten in Wendisch Warnow alle zwischen Berlin und Hamburg verkehrenden Züge. Im Fahrplan 1855 wurde der Bahnhof von sieben Reisezugpaaren täglich bedient, auch der schnelle Courierzug hielt in Wendisch Warnow.
Mit der Bildung des Norddeutschen Bundes und dem Anschluss Mecklenburgs und Lübecks an den Zollverein im Jahr 1868 entfielen die Grenz- und Zollformalitäten. Am 28. August 1868 gab das preußische Finanzministerium bekannt, dass „dem Tage, an dem der völlig freie Warenverkehr mit Mecklenburg und Lübeck eröffnet werde“ das Neben-Zollamt in Wendisch Warnow geschlossen würde. Auch das Hauptzollamt in Warnow wurde geschlossen.
Der Bahnhof verlor rapide an Bedeutung. 1868 war er mit 4631 Passagieren im Jahr die Station der Berlin-Hamburger Bahn mit dem niedrigsten Fahrgastaufkommen. Dennoch entstanden an der Station zwei weitere Beamtenwohnhäuser. 
Auch für den Güterverkehr war der Bahnhof nach Öffnung der Grenzen die meiste Zeit unbedeutend. Im Jahr 1867 wurde bekanntgegeben, dass vom Bahnhof eine Zweigbahn zu den nahegelegenen Braunkohlegruben St. Paul und Walter angelegt worden war, der erste „unmittelbare Bahnanschluss“ im Regierungsbezirk Potsdam überhaupt. Allerdings mussten die Gruben bereits 1870 ihren Betrieb wieder einstellen, da sich wegen der schlechten Qualität der Braunkohle keine Abnehmer fanden.
Wendisch Warnow wurde fortan nur noch von einem Teil der Personenzüge bedient, in den 1880er Jahren hielten vier Zugpaare am Tag dort. Bei etwa dieser Bedienhäufigkeit blieb es mehr als hundert Jahre lang, mit einer geringen Steigerung in der Zeit zwischen den Weltkriegen, bis zur Einstellung des Personenverkehrs.
Während der Zeit des Dritten Reichs wurden Ort und Bahnhof Wendisch Warnow im Jahr 1937 in Klein Warnow umbenannt. 1987 wurde die Bahnstrecke im Bahnhof elektrifiziert. Im Jahr 1994 wurde der Personenverkehr im Bahnhof eingestellt, der Güterverkehr war bereits zu DDR-Zeiten im Jahr 1976 aufgegeben worden. Seit dem Ausbau der Bahnstrecke ist der Bahnhof nicht mehr besetzt, für betriebliche Zwecke wird er noch genutzt.

## Anlagen

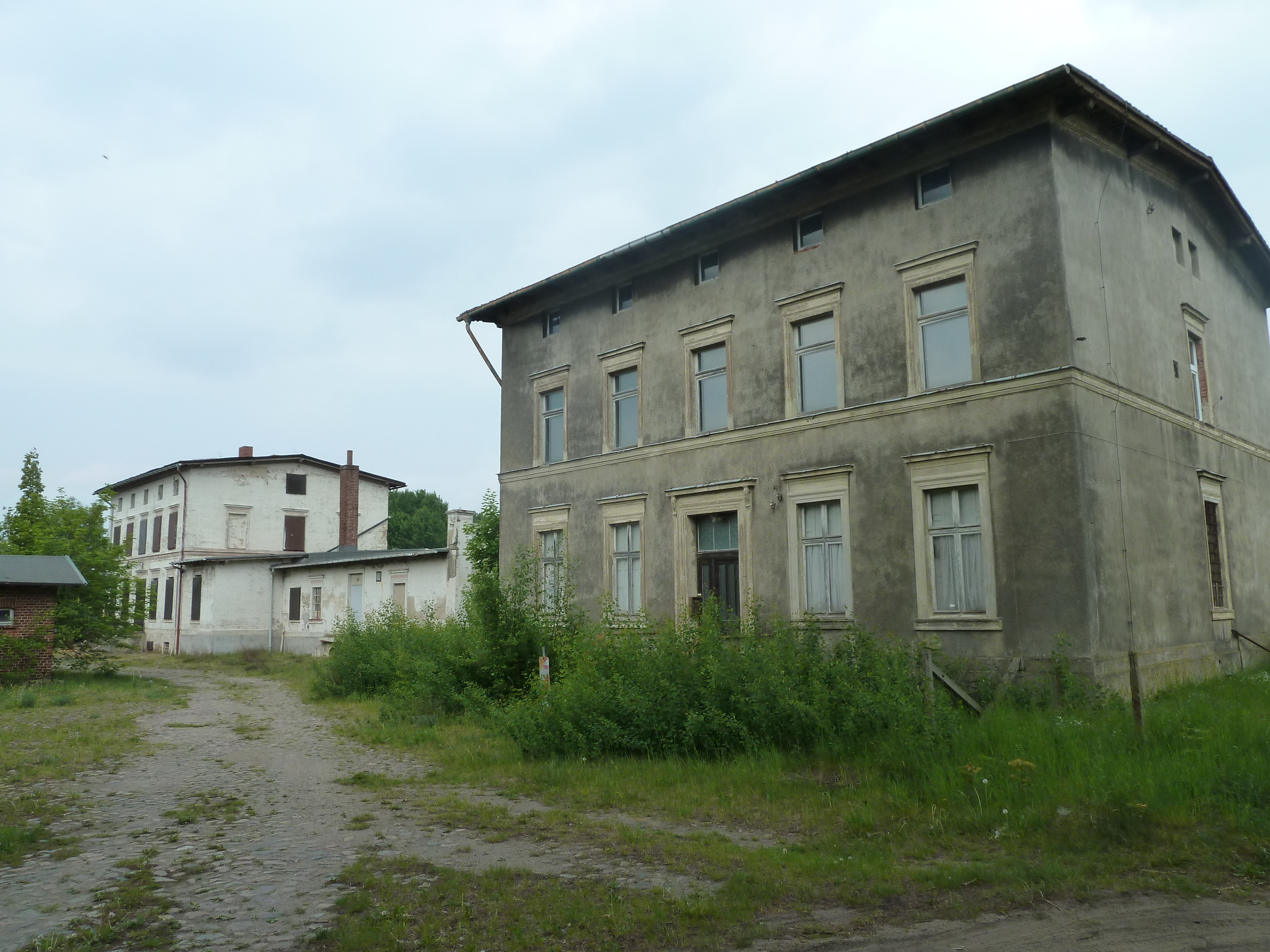
Empfangsgebäude (Hintergrund), ein fast baugleiches Wohnhaus (Vordergrund) und die Pflasterung sind denkmalgeschützt.

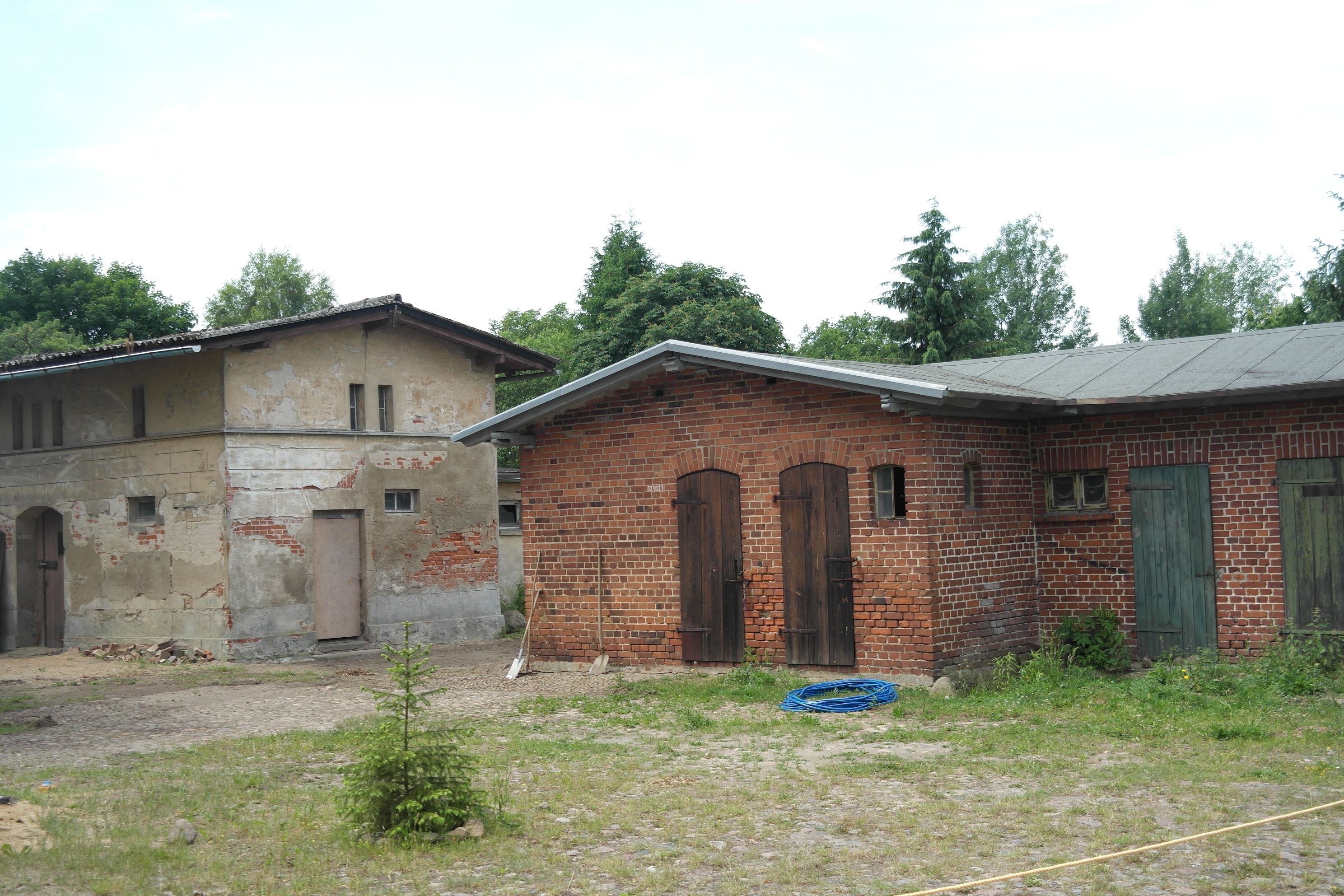
Denkmalgeschützte Nebengebäude

Das Empfangsgebäude ist ein zweigeschossiger Bau mit flachem Satteldach, bestehend aus fünf Achsen in Längs- und drei Achsen in Querrichtung. Im Erdgeschoss setzt sich die bahnsteigseitige Front im Erdgeschoss als Mauer fort, südöstlich schließt sich der Güterschuppen an. Der Baustil entspricht den anderen zumeist von Friedrich Neuhaus und Ferdinand Wilhelm Holz entworfenen Bahnhofsgebäuden der Berlin-Hamburger Bahn. Das Bahnsteigdach vor Empfangsgebäude und Güterschuppen ist nicht mehr erhalten.
Südöstlich des Empfangsgebäudes steht ein Beamtenwohnhaus an den Gleisen, das weitgehend die gleiche Bauform wie das Bahnhofsgebäude besitzt. Weiter nach Süden zur Dorfstraße hin schließen sich zwei weitere Beamtenwohnhäuser an. Eine Reihe von kleineren Nebengebäuden komplettiert das Ensemble.
Seit 2005 steht der Bahnhof unter Denkmalschutz. Das geschützte Ensemble bildet der
„Bahnhof Klein Warnow, bestehend aus Bahnhofsempfangsgebäude, Güterschuppen, drei Beamtenwohnhäusern, vier Nebengebäuden, Backofen und Pflasterung auf dem Vorplatz“.
Das Empfangsgebäude und das benachbarte Beamtenwohnhaus stehen leer; die beiden anderen Wohnhäuser und ein Teil der Nebengebäude werden privat genutzt (Stand Sommer 2013). Die Wiese an der Dorfstraße um den ebenfalls denkmalgeschützten Backofen, ein mehr als hundert Jahre alter Buschbackofen, wurde vom Dorfverein Groß Warnow hergerichtet. Hier findet alljährlich ein „Backofenfest“' statt.
Der Bahnhof besaß ursprünglich einen Hausbahnsteig am Empfangsgebäude und einen über diesen zu erreichenden Inselbahnsteig für die Züge in Richtung Norden. Heute besteht die Anlage aus den beiden Durchfahrtsgleisen und einem Überholgleis auf der Nordostseite mit den entsprechenden Weichen.